# Erektion

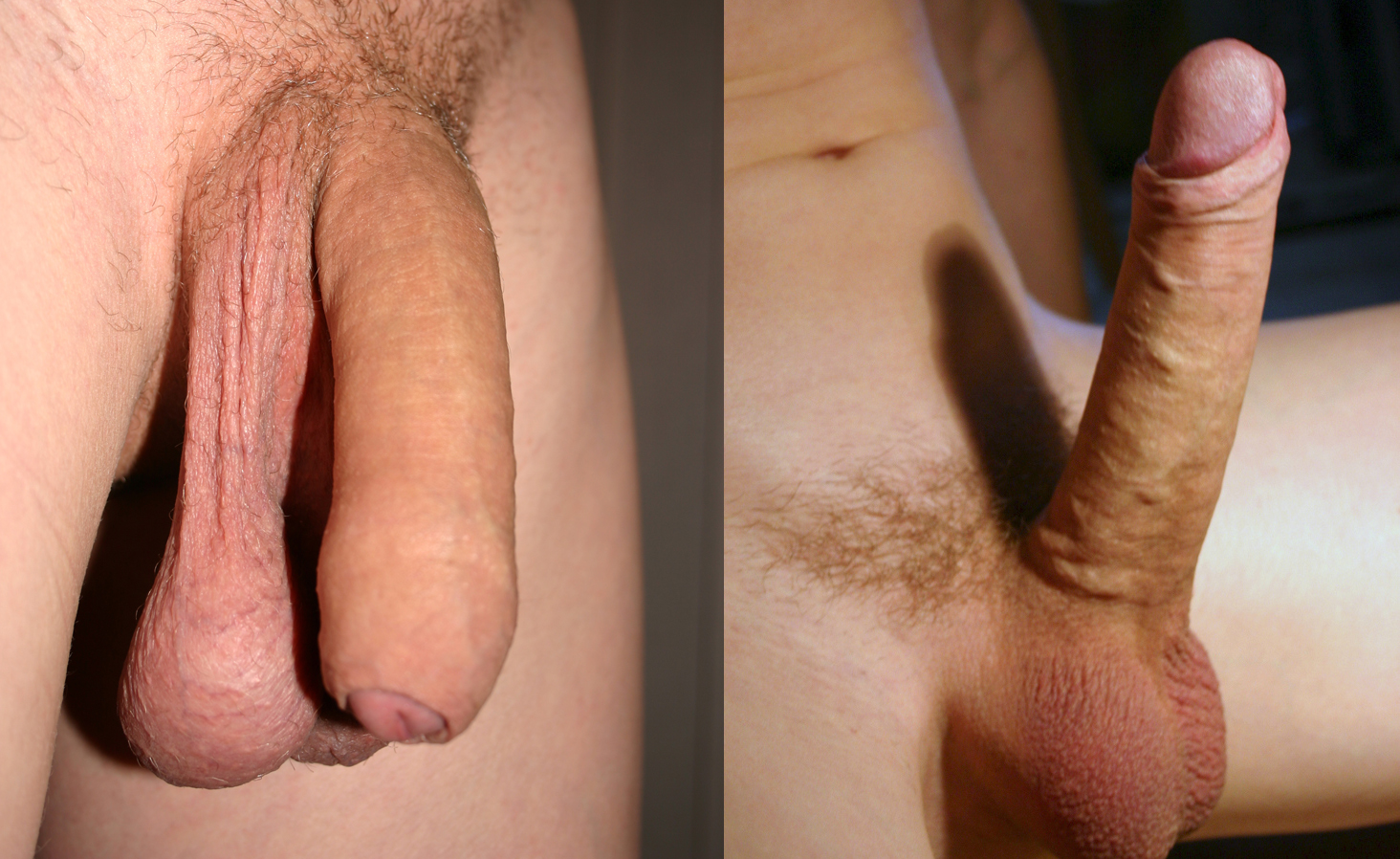
Nichterigierter und erigierter Penis (rechts) (unbeschnitten)

Unter Erektion (aus lateinisch erectio ‚Aufrichtung‘) versteht man meist die Versteifung des männlichen Gliedes (Penis, s. a. Phallus), die spontan oder infolge mechanischer oder psychischer Reize, insbesondere durch sexuelle Erregung, stattfindet. Die Erektion wird hervorgerufen durch Steigerung des Blutzuflusses und Drosselung des Blutabflusses in den Schwellkörpern und stellt eine übliche Voraussetzung des Geschlechtsverkehrs dar. Auch die weibliche Klitoris ist zur Erektion fähig.

## Physiologie

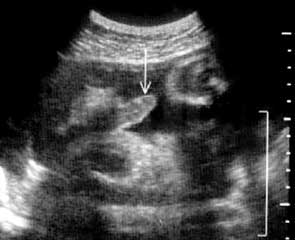
Sonographische Darstellung einer Erektion bei einem 36 Wochen alten Fetus

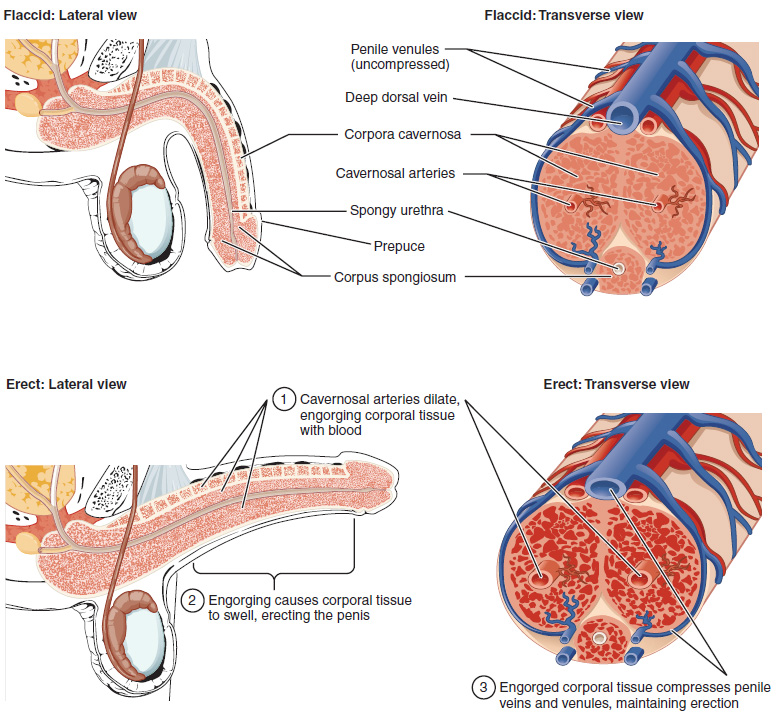
Erektiles Gewebe und Blutversorgung des Penis

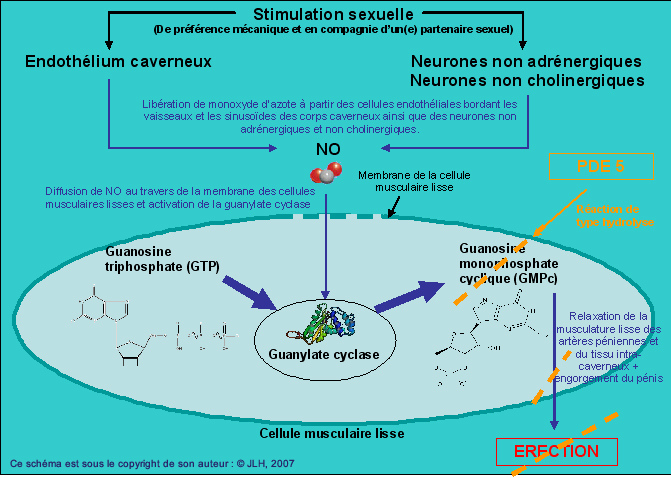
Die Biochemie der Erektion

Die Erektion wird normalerweise bei sexueller Erregung durch das Erektionszentrum im unteren Rückenmark ausgelöst, kann aber auch direkt reflektorisch durch mechanische Reizung von Penis und Hoden herbeigeführt werden. Für die sexuelle Erregung sind vor allem psychische Reize wie erotische Wahrnehmungen oder Vorstellungen verantwortlich, bei anderen Tieren spielen auch Geruchsreize eine große Rolle.
Der Größenunterschied zwischen Ruhezustand und erigiertem Penis ist beim Menschen individuell stark unterschiedlich und liegt in der Regel zwischen der zwei- bis vierfachen Länge und dem anderthalb- bis dreifachen Durchmesser.
Die Erektion des Penis ist eine der Voraussetzungen für das Eindringen beim Geschlechtsverkehr. Die Erektion ermöglicht also erst den fortpflanzungsrelevanten Vaginalverkehr, bei welchem das erigierte männliche Glied in die weibliche Scheide eingeführt wird. Eine Befruchtung ohne Erektion kann unter besonderen Umständen trotzdem stattfinden.
Oft wird die männliche Erektionsfähigkeit aus laienhafter Sichtweise der allgemeinen Manneskraft, Potenz oder Reproduktionsfähigkeit gleichgestellt und als Zeichen von Jugend und Vitalität betrachtet. Doch zu Erektionen kann es auch beim Fetus, bei Säuglingen und Greisen kommen.
Erektionen treten bei gesunden Menschen in nahezu jedem Lebensalter regelmäßig während des Schlafes innerhalb der so genannten REM-Phasen auf. Besteht eine solche beim Erwachen, wird sie morgendliche Erektion genannt. Auch Orgasmen mit Samenergüssen während des Schlafes, Pollutionen, sind sehr oft, aber nicht immer mit Erektionen verbunden.
Selbst bei Toten können sogenannte postmortale Erektionen auftreten. Sie entstehen durch einen passiven Blutstau, z. B. durch eine hängende Position des Leichnams.

### Erektionsmechanismus
Die Erektion des männlichen Gliedes erfolgt durch Blutfüllung der Schwellkörper, vor allem des Penisschwellkörpers (Corpus cavernosum penis). Im Penisschwellkörper öffnen sich unter dem Einfluss des Parasympathikus (Nervi pelvini, auch als Nervi erigentes bezeichnet) die Rankenarterien (Arteriae helicinae). Diese Zuflüsse zum Penisschwellkörper sind Sperrarterien. Außerdem erschlafft die glatte Muskulatur des Penisschwellkörpers.
Der Musculus ischiocavernosus dient der Verstärkung der Erektion in der abschließenden Versteifungs-Phase (rigid-erection phase), indem er auf die Basis der Schwellkörper Kompressionen ausübt, die einen stark erhöhten Blutdruck im Corpus cavernosum penis aufbauen. Dieser kann ein Mehrfaches des systolischen Blutdrucks (oberer Blutdruckwert) betragen, beim Menschen 400 mmHg und bei anderen Säugetieren 1000 mmHg.
Zudem hemmt der Muskel durch seine Kompressionsarbeit den venösen Blutabfluss des Corpus cavernosum penis bzw. des Corpus cavernosum clitoridis durch die Vena profunda penis bzw. die Vena profunda clitoridis. Identische Funktionen des Muskels wurden auch für die nächtliche Erektion im Schlaf nachgewiesen.
Bei der Erektion der Klitoris oder des Penis spielen neben entsprechenden sinnlichen Wahrnehmungen, das heißt einer Aktivierung entsprechender Nervenareale (Afferenzen zu Gebieten im Großhirn, im Hypothalamus und im sakralen Rückenmark (Parasympathikus)) durch Sinnesreize, in der Folge die Aktivierung der Endothelzellen in den Blutgefäßen der Klitoris oder des Penis eine wichtige Rolle. Über die Aktivierung der endothelialen Stickstoffmonoxid-Synthase wird der Botenstoff Stickstoffmonoxid (NO), ein Gasotransmitter, im entsprechenden Gefäßabschnitt freigesetzt.
Dieses Stickstoffmonoxid (NO) führt dann über die Aktivierung der Guanylylzyklase zur vermehrten Bildung von cyclischem Guanosinmonophosphat (cGMP). Durch die dann erfolgende Blutgefäßerweiterung füllen sich die klitoralen oder penilen Schwellkörper mit Blut (Vasokongestion).
Der Harnröhren- (Corpus spongiosum penis) und Eichelschwellkörper (Corpus spongiosum glandis) werden – im Gegensatz zum Penisschwellkörper – auch im erschlafften Zustand von Blut durchströmt. Während der Erektion drückt der Musculus bulbospongiosus den Abfluss über die Vena bulbi penis ab, wodurch diese Schwellkörper sich füllen. Dies führt zu einer Vergrößerung der Eichel; die Steifigkeit des Gliedes wird allerdings kaum davon beeinflusst.
Zudem wird der Blutabfluss hier nicht vollständig gedrosselt, da ein zweiter Abfluss über die Vena dorsalis penis bestehen bleibt, so dass beide Schwellkörper auch bei maximaler Erektion eindrückbar bleiben. Auch der Musculus bulbospongiosus führt kurz vor dem Samenerguss rhythmische Kontraktionen aus, die aufgrund des noch bestehenden zweiten Abflussweges pulsierende Erektionswellen erzeugen und damit den Samenerguss unterstützen.

### Abschwellen des Penis
Nach dem sexuellen Höhepunkt – normalerweise mit Orgasmus und Ejakulation – oder bei nachlassender sexueller Erregung geht die Erektion zurück und das Blut fließt aus den Schwellkörpern wieder ab. Das Abschwellen wird fachsprachlich als Detumeszenz bezeichnet und ist nach einem Orgasmus wahrscheinlich durch die bei diesem erfolgte Ausschüttung der Hormone Oxytocin und Prolaktin bedingt. Die Abschwellung zusammen mit der anschließenden Zeitspanne bis zu einem nächstmöglichen Orgasmus wird als Refraktärphase bezeichnet. Die erneute Erektion kann in dieser Zeit gehemmt oder ganz blockiert sein.

## Erektion weiblicher Genitalien
Im weiteren Sinne wird auch das Anschwellen der Klitoris und Schamlippen als Erektion bezeichnet. Die durch die Schamlippenerektion hervorgerufene Schwellung kann zur teilweisen Öffnung der Vulva führen. Für das Feuchtwerden des weiblichen Genitals wird gewöhnlich der Begriff Lubrikation verwendet. Um den Scheidenvorhof, Ostium vaginae bzw. Scheideneingang, Introitus vaginae sind Drüsen lokalisiert, die die Befeuchtung der Vagina gewährleisten, da Letztere selbst drüsenlos ist:
- Bartholinsche Drüse (Glandula vestibularis major)
- Paraurethraldrüse („Prostata feminina“)
- kleine Vorhofsdrüsen (Glandulae vestibulares minores)

Dabei ist das System der weiblichen Schwellkörper weit umfangreicher und erfasst nicht nur den äußeren sichtbaren Anteil der Klitoris bzw. Klitoriseichel, Glans clitoridis.

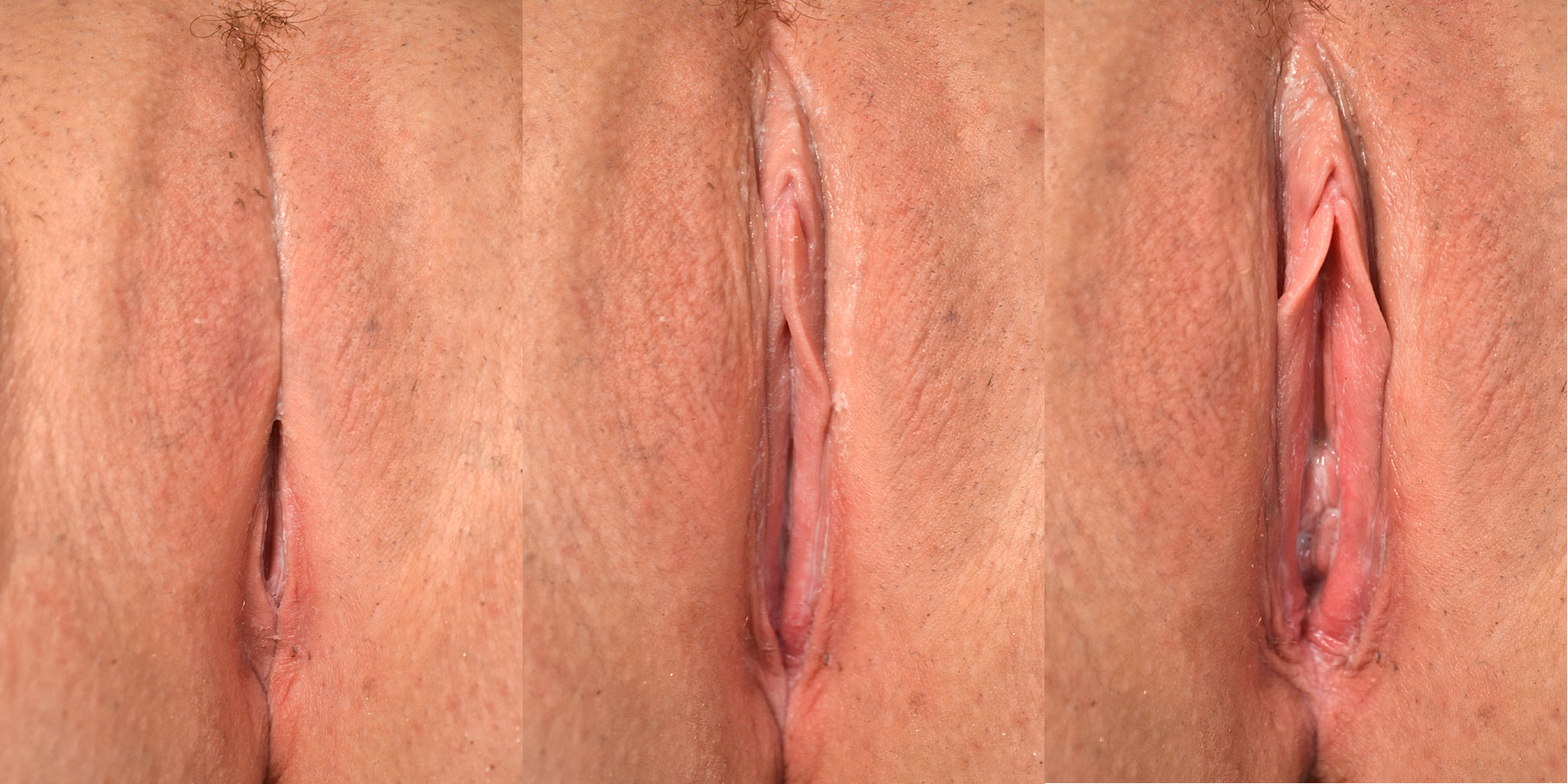
Anschwellen der Labien und Erektion der Klitoris ab dem Beginn der sexuellen Erregung. Die unter den Labien liegenden Schwellkörper vergrößern sich.
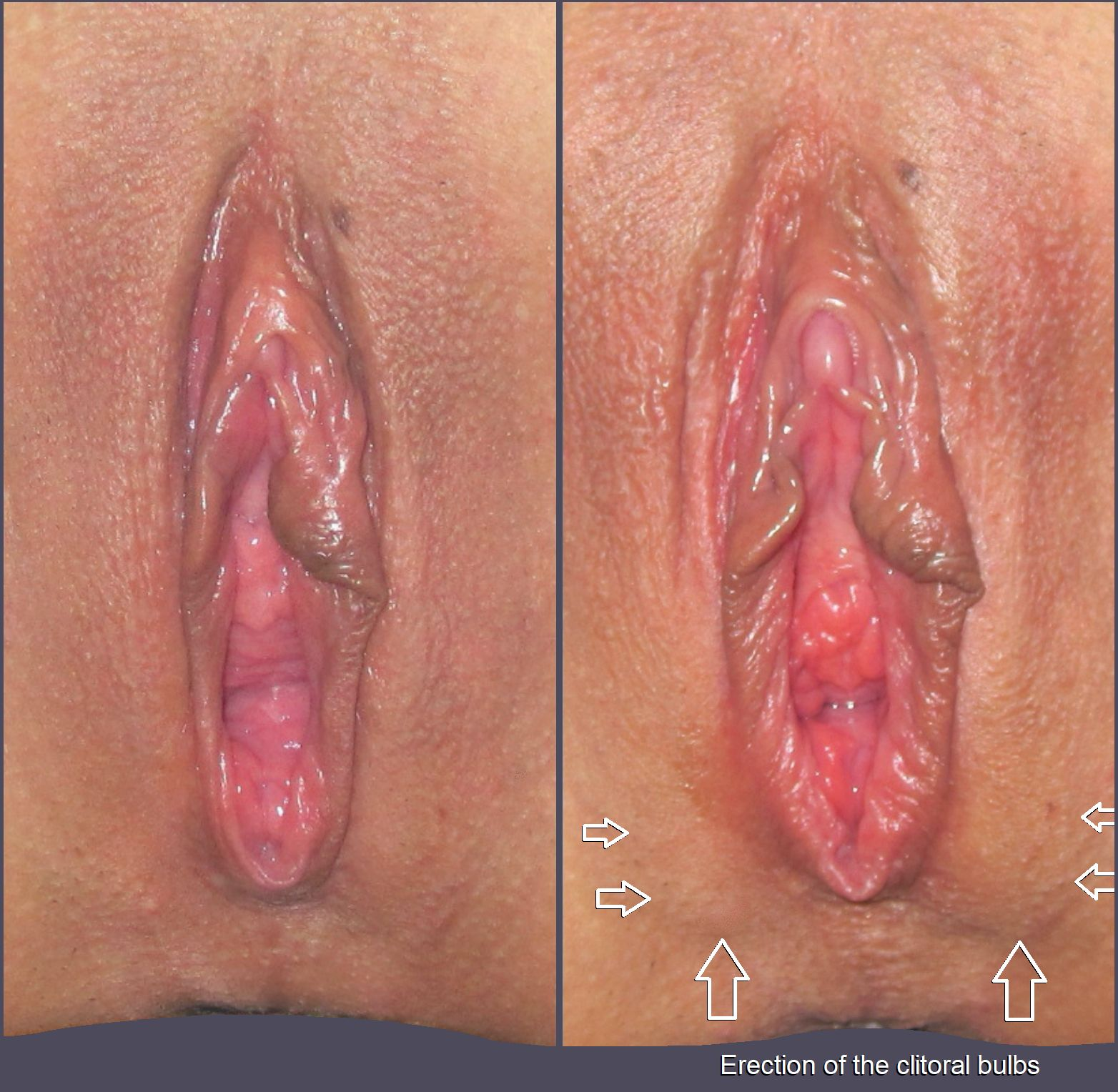
Beiderseits des Scheideneingangs heben die erigierten Vorhofschwellkörper die darüberliegenden Gewebe an.
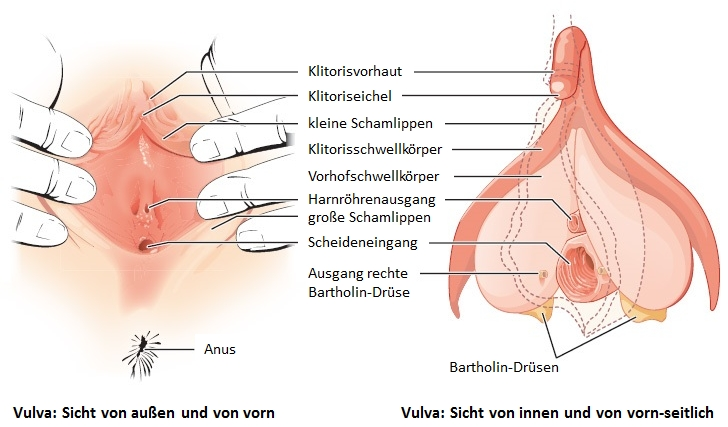
Grafik: System der weiblichen Schwellkörper

Auch das Aufrichten der Brustwarze durch sexuelle Erregung, durch Berührung des Warzenhofes, beim Stillen oder durch Kälte wird als Erektion bezeichnet. Man spricht vom Mamillarreflex.

## Erektionsprobleme

### Erektile Dysfunktion
Erektionsstörungen beim Mann werden als erektile Dysfunktion bezeichnet und können vielfältige organische und seelische Ursachen haben. Sie betreffen Männer jeglichen Alters, werden aber mit zunehmendem Alter häufiger. Seit einigen Jahren stehen PDE-5-Hemmer als Medikamente zur Behandlung der erektilen Dysfunktion zur Verfügung (z. B. Sildenafil, Tadalafil oder Vardenafil). Alternativ wird zur lokalen Behandlung vor allem der Wirkstoff Alprostadil eingesetzt. Nach der Applikationsart unterscheidet man zwischen Schwellkörper-Autoinjektionstherapie (SKAT), Harnröhren-Stäbchen (MUSE) und Creme-Tropfen für die Harnröhren-Öffnung.
Diagnostisch wird unter anderem die Phallografie verwendet. Sie dient dazu, nächtliche Erektionen nachzuweisen. Dabei wird ein Bändchen mit integrierten Dehnungsmessstreifen um den Penis gelegt und an ein Aufzeichnungsgerät angeschlossen. Füllen sich die Schwellkörper, so wird dies aufgezeichnet und kann vom Arzt später ausgewertet werden. Durch diese Methode können psychogene von physiologische Ursachen der Erektionsprobleme unterschieden werden.

### Priapismus
Eine schmerzhafte Dauererektion des Penis, die länger als zwei Stunden andauert, wird Priapismus genannt und bedarf einer sofortigen Behandlung. Es handelt sich dabei um einen Notfall, der ohne sofortige urologische Behandlung den Penis und insbesondere die Schwellkörper dauerhaft schädigt. Wenn keine Behandlung erfolgt, kann die Erektionsfähigkeit des Penis dauerhaft verloren gehen.

## Begriffe
Für den erigierten Penis des Menschen gibt es eine Vielzahl von Bezeichnungen; seriöse – insbesondere Phallus – sowie eher saloppe – wie „Latte“, „Morgenlatte“ – oder umgangssprachliche wie „Ständer“, „Steifer“ oder „Harter“.

## Erektionsmechanismus bei anderen Säugetieren

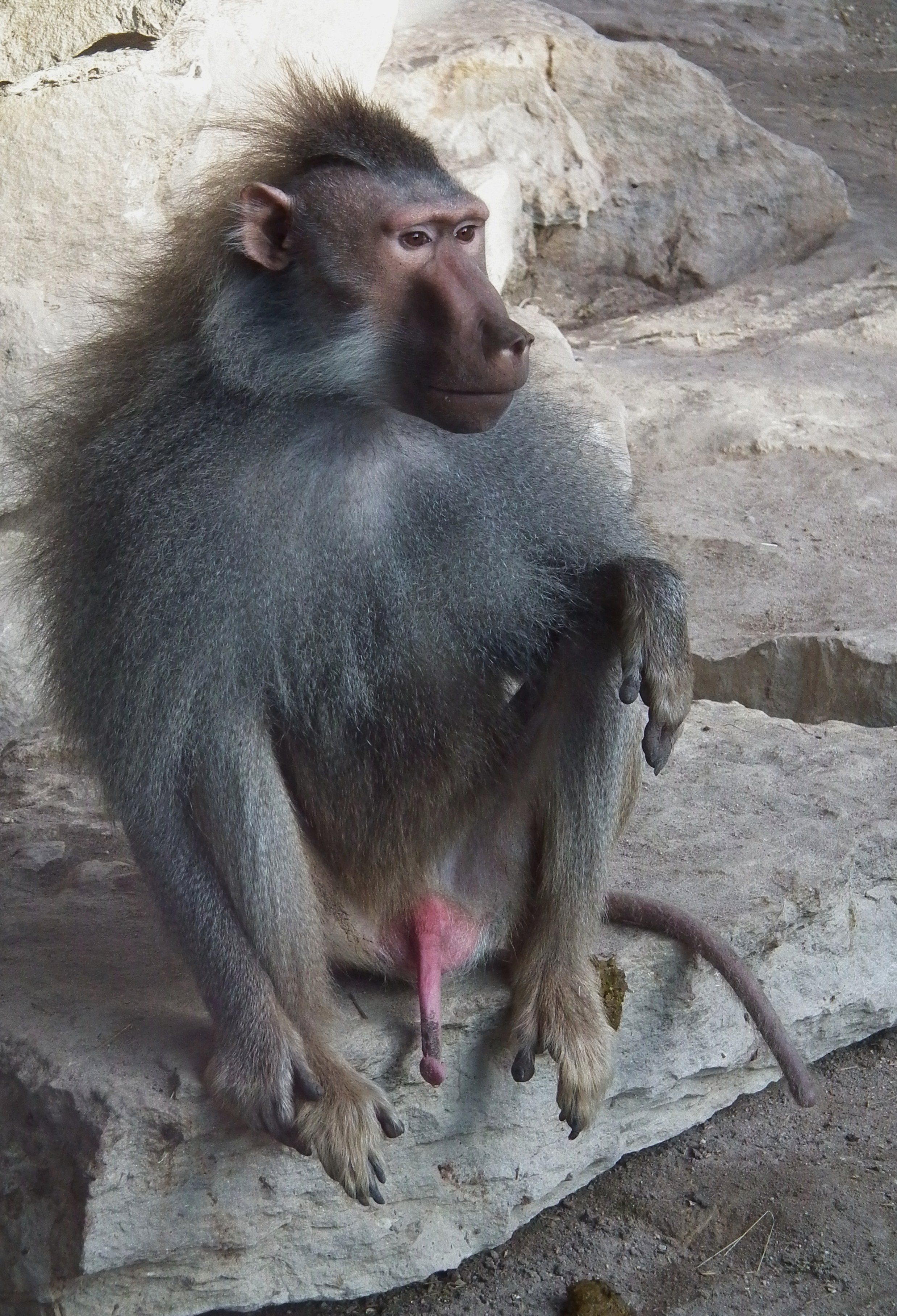
Erektion bei einem Mantelpavian

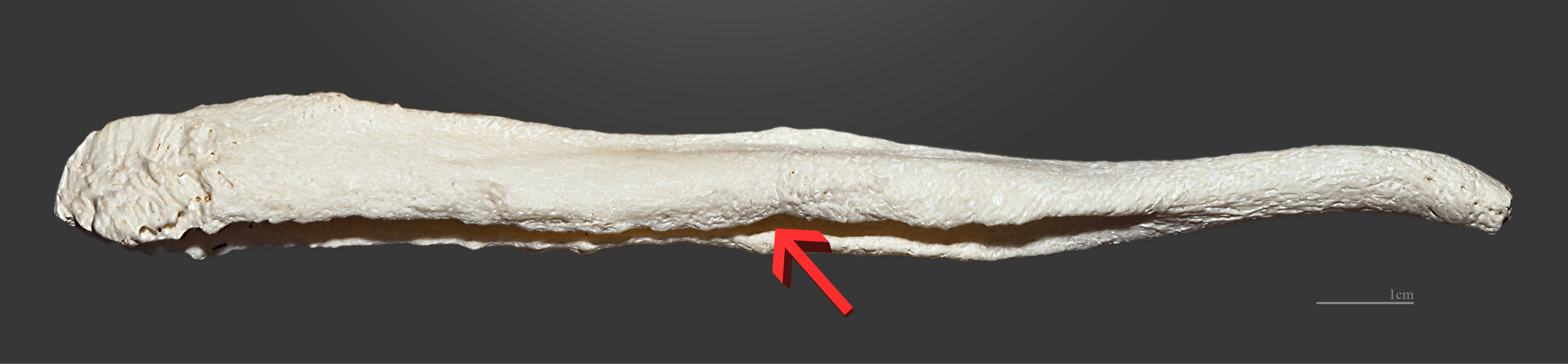
Penisknochen eines Hundes (Pfeil zeigt auf die an der Unterseite liegende Rinne für die Harnröhre)

Dieser Erektionsmechanismus ist prinzipiell bei allen Säugetieren zu finden, variiert aber in Abhängigkeit vom Penistyp. Bei vielen Tieren ist der Penisschwellkörper teilweise zum Penisknochen verkalkt, so dass nur wenig Schwellgewebe vorhanden ist und der Penis eine Grundsteifigkeit besitzt. Bei Tieren mit fibroelastischem Penistyp (z. B. Paarhufer) ist nur wenig Blut notwendig, um den Penisschwellkörper zu füllen. Hier führt die Blutfüllung – unterstützt durch das Erschlaffen des Musculus retractor penis und durch die Eigenelastizität des Bindegewebes – zu einem Verstreichen der s-förmigen Biegung des Penis und damit einer Verlängerung, aber kaum zu einer Verdickung des Penis. Die Vorverlagerung der Eichel bei der Erektion wird als „Ausschachten“ bezeichnet.
Bei Hunden zeigt die Füllung des Eichelschwellkörpers eine Besonderheit. Bei ihnen zieht die Vena dorsalis penis unter dem Musculus ischiourethralis hindurch, welcher nach dem Einführen des Penis den Blutabfluss aus dem Eichelschwellkörper vollständig unterbindet. Dadurch schwillt die Eichel bei Hunden beträchtlich an und die Rüden „hängen“ in der Hündin bis zu 30 Minuten nach der Ejakulation. Eine Trennung der Tiere zu diesem Zeitpunkt kann zu schweren Verletzungen der Genitalien führen und ist Tierquälerei. Eine Besamung der Hündin kann durch eine Trennung in der Regel nicht verhindert werden, da die Ejakulation sehr früh erfolgt.